# August Ewald

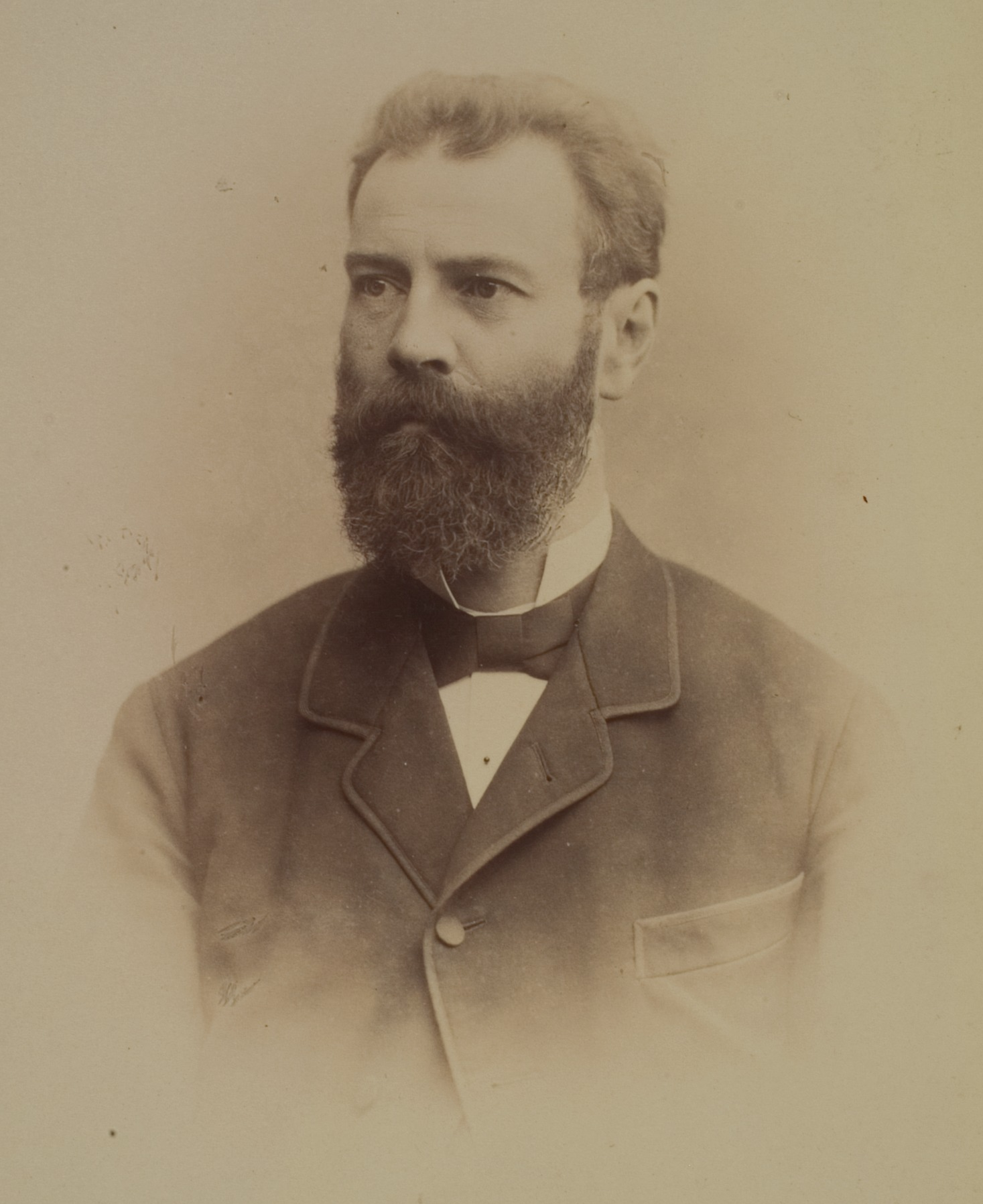
August Ewald

August Ewald (* 7. Juni 1849 in Darmstadt; † 1924) war ein deutscher Physiologe.
Ewald, ein Sohn des  Obersteuerdirektors Ludwig Ewald (1813–1881) und der Karoline Schleiermacher, besuchte von 1862 bis 1867 das Ludwig-Georgs-Gymnasium seiner Heimatstadt. Nach dem Abitur studierte er von 1867 bis 1869 in Heidelberg Naturwissenschaften und Mathematik, anschließend in Berlin und Bonn Medizin. 1873 wurde er in Bonn mit einer Arbeit über die Apnoe bei Eduard Pflüger promoviert. Ab 1874 war er Assistent am physiologischen Institut in Heidelberg bei Wilhelm Kühne, wo er an der Photochemie der Netzhaut mitarbeitete und den Sehpurpur untersuchte. 1880 habilitierte er sich und wurde 1883 in Heidelberg a.o. Professor für Physiologie und Histologie.
Aus der 1886 mit Marie Müller (1857–1942) geschlossenen Ehe gingen zwei Söhne hervor: Rudolf (1887–1958) wurde Geologe, Otto (1890–1964) ebenfalls Medizinprofessor in Heidelberg.